# Sesgo de información (psicología)
El sesgo de información es un sesgo cognitivo para buscar información cuando no afecta la acción. Las personas a menudo pueden hacer mejores predicciones u opciones con menos información: más información no siempre es mejor. Un ejemplo de sesgo de información es creer que cuanta más información se pueda obtener para tomar una decisión, mejor, incluso si esa información adicional es irrelevante para la decisión.

## Ejemplo
En un experimento (Baron, Beattie y Hershey, 1988), los sujetos consideraron este problema de diagnóstico que involucra enfermedades ficticias:
Una paciente presenta síntomas y una historia que sugiere un diagnóstico de globoma, con aproximadamente un 80% de probabilidad. Si no es globoma, es popitis o flapemia. Cada enfermedad tiene su propio tratamiento que es ineficaz contra las otras dos enfermedades. Una prueba llamada exploración ET ciertamente arrojaría un resultado positivo si la paciente tenía popitis y un resultado negativo si tiene flapemia. Si el paciente tiene globoma, un resultado positivo y negativo es igualmente probable. Si la exploración ET fue la única prueba que pudo hacer, ¿debería hacerlo? ¿Por qué o por qué no? 
Muchos sujetos respondieron que llevarían a cabo la exploración ET incluso si fuera costoso, e incluso si fuera la única prueba que se podría hacer. Sin embargo, la prueba en cuestión no afecta el curso de acción en cuanto a qué tratamiento debe hacerse. Debido a que la probabilidad de globoma es tan alta con una probabilidad del 80%, el paciente sería tratado por globoma sin importar lo que diga la prueba. El globoma es la enfermedad más probable antes o después de la exploración ET.
En este ejemplo, podemos calcular el valor de la exploración ET. De cada 100 pacientes, un total de 80 personas tendrán globoma independientemente de si la exploración ET es positiva o negativa. Dado que es igualmente probable que un paciente con globoma tenga un resultado de exploración ET positivo o negativo, 40 personas tendrán una exploración ET positiva y 40 personas tendrán una exploración ET negativa, lo que da un total de 80 personas con globoma. Esto significa que un total de 20 personas tendrán popitis o flapemia, independientemente del resultado de la exploración ET. El número de pacientes con globoma siempre será mayor que el número de pacientes con popitis o flapemia en cualquier caso de una exploración ET positiva o negativa, por lo que la exploración ET es inútil para determinar qué enfermedad tratar. La exploración ET indicará que el globoma debe tratarse independientemente del resultado.

## Estudios
- Baron, Jonathan; Beattie, Jane; Hershey, John C (1988). «Heuristics and biases in diagnostic reasoning». Organizational Behavior and Human Decision Processes 42 (1): 88-110. doi:10.1016/0749-5978(88)90021-0. Archivado desde el original el 5 de marzo de 2016.

- Datos: Q6031024